# Radionuklidtherapie
Als Radionuklidtherapie (auch Endoradiotherapie) werden Therapieverfahren bezeichnet, bei denen Radionuklide in nicht umschlossener Form eingesetzt werden. Die am häufigsten angewendeten Radionuklidtherapien sind die Radiojodtherapie und – mit großem Abstand – die Radiosynoviorthese. Die Radionuklidtherapie wird zu den nuklearmedizinischen Therapien gerechnet.

## Prinzipien der Anreicherung
Gewünscht ist eine möglichst hohe Aktivität des eingesetzten Radionuklids im Zielgewebe, um dort eine hohe und therapeutisch wirksame Herddosis zu erreichen. Gleichzeitig soll die Strahlenexposition für die nicht krankhaft veränderten Gewebe möglichst niedrig sein. Dazu müssen geeignete Anreicherungsmechanismen ausgewählt werden.
Das Radiopharmakon kann – wenn es wenig diffusibel ist – lokal in einen vorbestehenden Hohlraum (zum Beispiel Gelenke, Pleura (Rippenfell), Peritoneum (Bauchfell) oder Zysten) eingebracht werden (intrakavitäre Therapie). Bei anderen Therapien kommt das Radiopharmakon über Stoffwechselprozesse, über Kopplung an Rezeptoren oder spezifische Bindung von Antikörpern in das Zielgewebe.

## Verwendete Nuklide
In der Anfangszeit standen nur natürliche Radionuklide wie Radium oder Thorium zur Verfügung, deren Zerfallstrahlung einen für Nahfeldtherapie ungünstigen Anteil von energiereichen Beta- und Gammastrahlen hatte. Sie wurden außerdem in Unkenntnis oder unter Missachtung der damit verbundenen Risiken eingesetzt (vgl. Peteosthor). Heute werden ausschließliche oder überwiegende Beta-Strahler eingesetzt, nur ausnahmsweise auch Alpha-Strahler (224Ra). Wenn das verwendete Nuklid auch Gamma-Strahlung emittiert, trägt diese Strahlung nicht zum Therapieeffekt bei, kann aber genutzt werden, um zur Therapiekontrolle ein Szintigramm anzufertigen. Auch die Bremsstrahlung bestimmter Betastrahler kann für ein Szintigramm genutzt werden.
Das für die Einspritzung in Hohlräume (intrakavitäre Therapie) ab 1945 verwendete kolloidale 198Au wurde wegen ungünstiger Strahlungseigenschaften zunächst durch den reinen Betastrahler 32P ersetzt. Später kamen weitere Betastrahler wie 90Y, 89Sr, 186Re oder 169Er dazu. Für die Radiojodtherapie, die unter den metabolischen Anreicherungsraten die höchste Spezifität hat, wird ausschließlich der überwiegende Betastrahler 131I verwendet. Für die anderen Verfahren wird meist entweder 131I oder 90Y benutzt.

## Liste von Radionuklidtherapien
Diese alphabetische Liste ist nicht vollständig. Fett hervorgehoben sind die häufig durchgeführten Therapien. Die anderen Therapien sind teilweise veraltet, experimentell oder wenigen Zentren vorbehalten. Die farblichen Hervorhebungen dienen der Zuordnung benachbarter Zeilen zueinander.
| Name                                      | Indikation                                                       | Anreicherungsmechanismus | Radiopharmakon                                          | Nuklid | Strahlungsart     | HWZ       | Anmerkung                                                            |
| ----------------------------------------- | ---------------------------------------------------------------- | --- | ------------------------------------------------------- | ------ | ----------------- | --------- | -------------------------------------------------------------------- |
| MIBG-Therapie                             | Neuroendokrine Tumoren, insb. Phäochromozytom                    | aktive Aufnahme in neuroendokrine Zellen, Speicherung in neurosekretorischen Granula                                        | Metaiodbenzylguanidin                                   | 131I   | überw. β‑Strahler | 8,02 Tage | siehe auch MIBG-Szintigrafie                                         |
| palliative Therapie von Skelettmetastasen | Knochenmetastasen                                                | Einbau in Calciumphosphat                                                                                                   | Strontiumchlorid                                        | 89Sr   | reiner β‑Strahler | 50,6 Tage |                                                                      |
| palliative Therapie von Skelettmetastasen | Knochenmetastasen                                                | Einbau in Calciumphosphat                                                                                                   | Yttriumcitrat                                           | 90Y    | reiner β‑Strahler | 2,67 Tage |                                                                      |
| palliative Therapie von Skelettmetastasen | Knochenmetastasen                                                | Anlagerung an die Knochenoberfläche                                                                                         | Bisphosphonate z. B. HEDP oder EDTMP                    | 186Re  | reiner β‑Strahler | 3,72 Tage |                                                                      |
| palliative Therapie von Skelettmetastasen | Knochenmetastasen                                                | Anlagerung an die Knochenoberfläche                                                                                         | Bisphosphonate z. B. HEDP oder EDTMP                    | 153Sm  | reiner β‑Strahler | 1,93 Tage |                                                                      |
| peritoneale Therapie                      | rezidivierender maligner Aszites (Bauchwassersucht)              | Punktion der Bauchhöhle | Eiweiß-Kolloid                                          | 90Y    | reiner β‑Strahler | 2,67 Tage |                                                                      |
| peritoneale Therapie                      | rezidivierender maligner Aszites (Bauchwassersucht)              | Punktion der Bauchhöhle | Eiweiß-Kolloid                                          | 32P    | reiner β‑Strahler | 14,3 Tage |                                                                      |
| pleurale Therapie                         | rezidivierender maligner Pleuraerguss                            | Punktion des Pleuraraums | Eiweiß-Kolloid                                          | 90Y    | reiner β‑Strahler | 2,67 Tage | Alternative: Pleurodese                                              |
| pleurale Therapie                         | rezidivierender maligner Pleuraerguss                            | Punktion des Pleuraraums | Eiweiß-Kolloid                                          | 32P    | reiner β‑Strahler | 14,3 Tage | Alternative: Pleurodese                                              |
| Radioimmuntherapie                        | verschiedene Krebserkrankungen                                   | spezifische Antikörper-Bindung                                                                                              | Immunkonjugate                                          | div.   |                   |           |                                                                      |
| Beispiel: Ibritumomab-Tiuxetan            | maligne Lymphome von B-Zellen                                    | spezifische Antikörperbindung an CD20                                                                                       | Immunkonjugat von Ibritumomab und Tiuxetan              | 90Y    | reiner β‑Strahler | 2,67 Tage |                                                                      |
| Radiojodtherapie                          | Schilddrüsenautonomie, Morbus Basedow, Struma, Schilddrüsenkrebs | aktive Aufnahme in Schilddrüsenzellen (Natrium-Jodid-Symporter), Einbau in die Schilddrüsenhormone (u. a. Thyreoperoxidase) | Natriumjodid                                            | 131I   | überw. β‑Strahler | 8,02 Tage | in vielen Ländern nur stationär möglich                              |
| Radiopeptidtherapie                       | neuroendokrine Tumoren                                           | spezifische Bindung am Somatostatin-Rezeptor                                                                                | Edotreotid (DOTATOC)                                    | 90Y    | reiner β‑Strahler | 2,67 Tage |                                                                      |
| Radiophosphortherapie                     | Polycythaemia vera, Essentielle Thrombozythämie                  | Einbau in Nukleinsäuren, Einbau in Calciumphosphat                                                                          | Dihydrogenphosphat oder Natriumphosphat                 | 32P    | reiner β‑Strahler | 14,3 Tage |                                                                      |
| Radiosynoviorthese                        | Rheumatoide Arthritis, aktivierte Arthrose                       | Injektion in das betroffene Gelenk                                                                                          | Eiweiß-Kolloid                                          | 90Y    | reiner β‑Strahler | 2,67 Tage | Nuklid je nach Größe des behandelten Gelenks; meist ambulant möglich |
| Radiosynoviorthese                        | Rheumatoide Arthritis, aktivierte Arthrose                       | Injektion in das betroffene Gelenk                                                                                          | Eiweiß-Kolloid                                          | 186Re  | überw. β‑Strahler | 3,72 Tage | Nuklid je nach Größe des behandelten Gelenks; meist ambulant möglich |
| Radiosynoviorthese                        | Rheumatoide Arthritis, aktivierte Arthrose                       | Injektion in das betroffene Gelenk                                                                                          | Eiweiß-Kolloid                                          | 169Er  | reiner β‑Strahler | 9,40 Tage | Nuklid je nach Größe des behandelten Gelenks; meist ambulant möglich |
| 224Ra-Radiumchlorid-Therapie              | Spondylitis ankylosans (Morbus Bechterew)                        | | Radiumchlorid                                           | 224Ra  | α‑Strahler        | 3,66 Tage |                                                                      |
| Selektive interne Radiotherapie           | Leberzellkarzinom, Cholangiozelluläres Carcinom, Lebermetastasen | selektive Angiografie der Leberarterie                                                                                      | Mikrosphären                                            | 90Y    | reiner β‑Strahler | 2,67 Tage | siehe auch Transarterielle Chemoembolisation                         |
| Selektive interne Radiotherapie           | Leberzellkarzinom, Cholangiozelluläres Carcinom, Lebermetastasen | selektive Angiografie der Leberarterie                                                                                      | Lipiodol                                                | 131I   | überw. β‑Strahler | 8,02 Tage | siehe auch Transarterielle Chemoembolisation                         |
| Rhenium-SCT                               | Basaliom, Plattenepithelkarzinome, Morbus Bowen                  | Applikation auf Schutzfolie über betreffender Läsion, Entfernung nach der Einwirkzeit                                       | Aktivität ist in eine Methylakrylat-Matrix inkorporiert | 188Re  | überw. β‑Strahler | 16,9 Std. |                                                                      |